# Jean-Baptiste Lully
Jean-Baptiste Lully (născut Giovanni Battista Lulli la 28 noiembrie 1632, Florența – d. 22 martie 1687, Paris) a fost un compozitor de origine italiană, care și-a petrecut cea mai mare parte a vieții la curtea regelui Ludovic al XIV-lea  al Franței. În 1661 a devenit cetățean francez. Lully a fost unul dintre puținii oameni de la curtea lui Ludovic care a izbutit să-l impresioneze pe rege. Un pasionat al dansului, regele a făcut din Lully favoritul său și astfel Lully și-a început cariera uriașă în slujba Regelui Soare. Spre sfârșitul vieții, era unicul administrator al tuturor evenimentelor culturale din Franța.

## Biografie
Datorita domniei lungi a lui Ludovic al XIV-lea (72 de ani), Lully a trebuit să se adapteze nevoilor regelui și să își axeze repertoriul treptat pe opera și imnuri aduse protectorului său. Perioada muzicii de dans de la curte se încheiase odată cu pierderea interesului lui Ludovic față de dans datorită înaintării în vârstă.
Viața libertină a lui Lully de la curte, bucurându-se de o libertate și autoritate absolută, nu l-a bucurat întotdeauna pe rege, mai ales datorită aventurilor amoroase ale compozitorului.
Lully moare, după o lungă domnie în slujba culturii de la curte, datorită unui accident absurd. Dirijând una din piesele ce slăveau pompos întoarcerea la curte a lui Ludovic, de curând întremat după o lungă convalescență, Lully își străpunge din greșeală laba piciorului drept cu bastonul mare și greu ce ținea ritmul - precursorul baghetei dirijorului de astăzi. Refuzând amputarea degetului cangrenat, Lully a murit la puțin timp după aceea. Comparativ cu poziția și uriașa sa reputație din timpul vieții, numele lui Lully a intrat în scurt timp în obscuritate.

## Creații
Primele opere compuse, în perioada când era și violonist:
- Les Amours Déguisés, 1664
- La Naissance de Vénus, 1665
- Les Muses, 1666

Vin mai apoi comédies ballets, realizate în colaborare cu Molière:
- Le Mariage forcé, 1664
- L'Amour Médecin, 1665
- Georges Dandin, 1668
- M. de Pourceaugnac, 1669
- Le Bourgeois gentilhomme, 1670

În ultima etapă a vieții sale, compune treisprezece tragedii lirice, majoritatea pe texte de Philippe Quinault:
- Cadmus et Hermione, 1673
- Alceste, 1674
- Thésée, 1675
- Attys, 1676
- Isis, 1677
- Psyché, 1678
- Bellérophon, 1679
- Proserpine, 1680
- Persée, 1682
- Phaëton, 1683
- Amadis, 1684
- Roland, 1685
- Armide, 1686
- Achille y Polyxène, 1687 - incompletă

precum și o pastorală eroică
- Acis et Galatée 1686